# WebJet Linhas Aéreas
WebJet Linhas Aéreas è stata una compagnia aerea a basso costo brasiliana con sede a Rio de Janeiro mentre i suoi hub principali sono stati l'Aeroporto di Rio de Janeiro-Galeão e l'Aeroporto di San Paolo-Guarulhos.

## Storia
Webjet è stata fondata da Rogério Ottoni nel 2004 e ha iniziato ufficialmente le operazioni di volo nel 2005 con un Boeing 737-300 che operava da Rio de Janeiro-Galeão a Porto Alegre, Curitiba e Salvador. Il 17 gennaio 2006, l'aerolinea è stata venduta a Jacob Barata Filho e Wagner Abrahão; i quali erano proprietari di società legate al turismo e ai trasporti nello Stato di Rio de Janeiro. Il 25 giugno 2007, la compagnia aerea è stata rivenduta a CVC Viagens, il più grande tour operator brasiliano. Quest'ultimo, voleva ridurre la sua dipendenza dai vettori regolari, in particolare da TAM Airlines e di conseguenza, decise di aggiungere aerei alla flotta, aumentare le destinazioni e le frequenze. Il 13 febbraio 2009, Wagner Ferreira ha assunto la posizione di amministratore delegato da Paulo Enrique Coco. A seguito di ciò, sono state effettuate alcune modifiche per rendere Webjet più competitiva come la sospensione dei voli di linea verso Maceió e Porto Seguro, oltre che aggiungere voli di linea da Rio de Janeiro-Santos Dumont a Brasilia, San Paolo-Guarulhos e Belo Horizonte-Confins. L'11 febbraio 2010, Wagner Ferreira ha lasciato la presidenza della compagnia aerea a Julio Rudge Perotti, il vicepresidente delle operazioni, che ha assunto la sua posizione. Il 27 settembre dello stesso anno, l'Agenzia nazionale per l'aviazione civile del Brasile (ANAC) ha ordinato la sospensione della vendita dei biglietti per 5 giorni, dopo che il vettore aero aveva cancellato più del 50% dei suoi voli programmati per la giornata, Dopo questo periodo, le vendite e le operazioni sono riprese come da programma. L'8 luglio 2011, VRG Linhas Aéreas, proprietario dei marchi Gol e Varig, ha annunciato l'intenzione di acquistare il pieno controllo di WebJet Linhas Aéreas ed il 10 ottobre 2012, ha ricevuto l'approvazione all'acquisto dalle autorità brasiliane. Entrambe le società hanno continuato ad operare in modo indipendente, tuttavia è stato annunciato che nel 2013 il marchio Webjet avrebbe cessato di esistere e sarebbe stato completamente integrato in Gol. L'integrazione è iniziata nell'ottobre 2012, quando le vendite richieste tramite il sito web di Webjet, hanno iniziato ad essere reindirizzate al sito di Gol. Nonostante Gol avesse annunciato l'intenzione di sostituire la flotta di Webjet dai Boeing 737-300 ai Boeing 737-800; il 23 novembre 2012, la compagnia aerea ha cessato bruscamente le operazioni di volo e tutti i suoi servizi sono stati incorporati da Gol. I passeggeri con biglietti Webjet, sono stati riprotetti sui voli Gol senza costi aggiuntivi mentre 850 dipendenti, inclusi piloti, personale di cabina, personale in aeroporto e personale amministrativo hanno il posto di lavoro. L'intera flotta di Webjet è stata messa a terra e Gol ha annunciato l'intenzione di restituire tutti i 737-300 alle società di leasing mentre i 737-800 sono stati inglobati nella flotta di Gol.

## Flotta

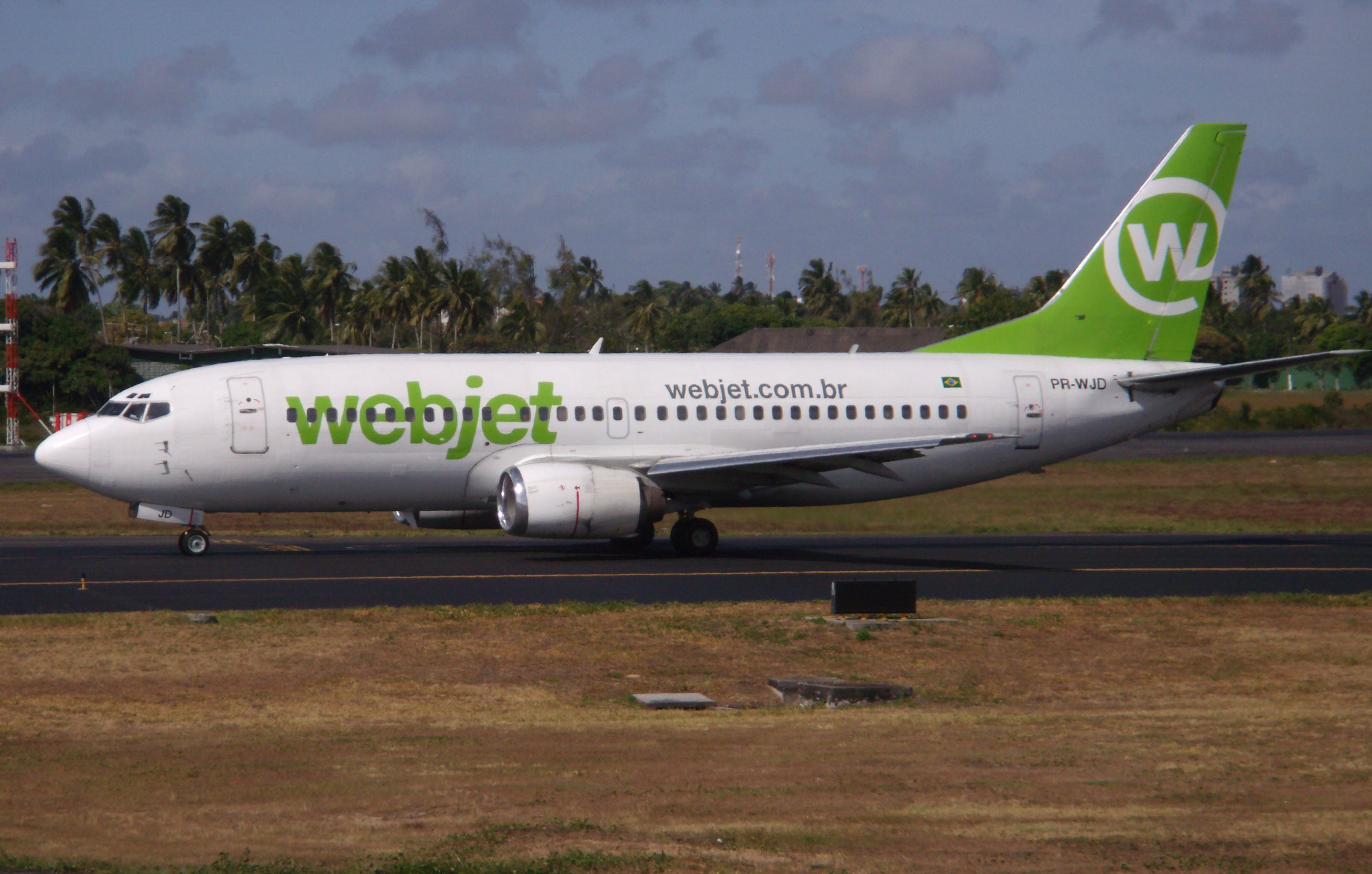
Un Boeing 737-300 di Webjet Linhas Aereas.

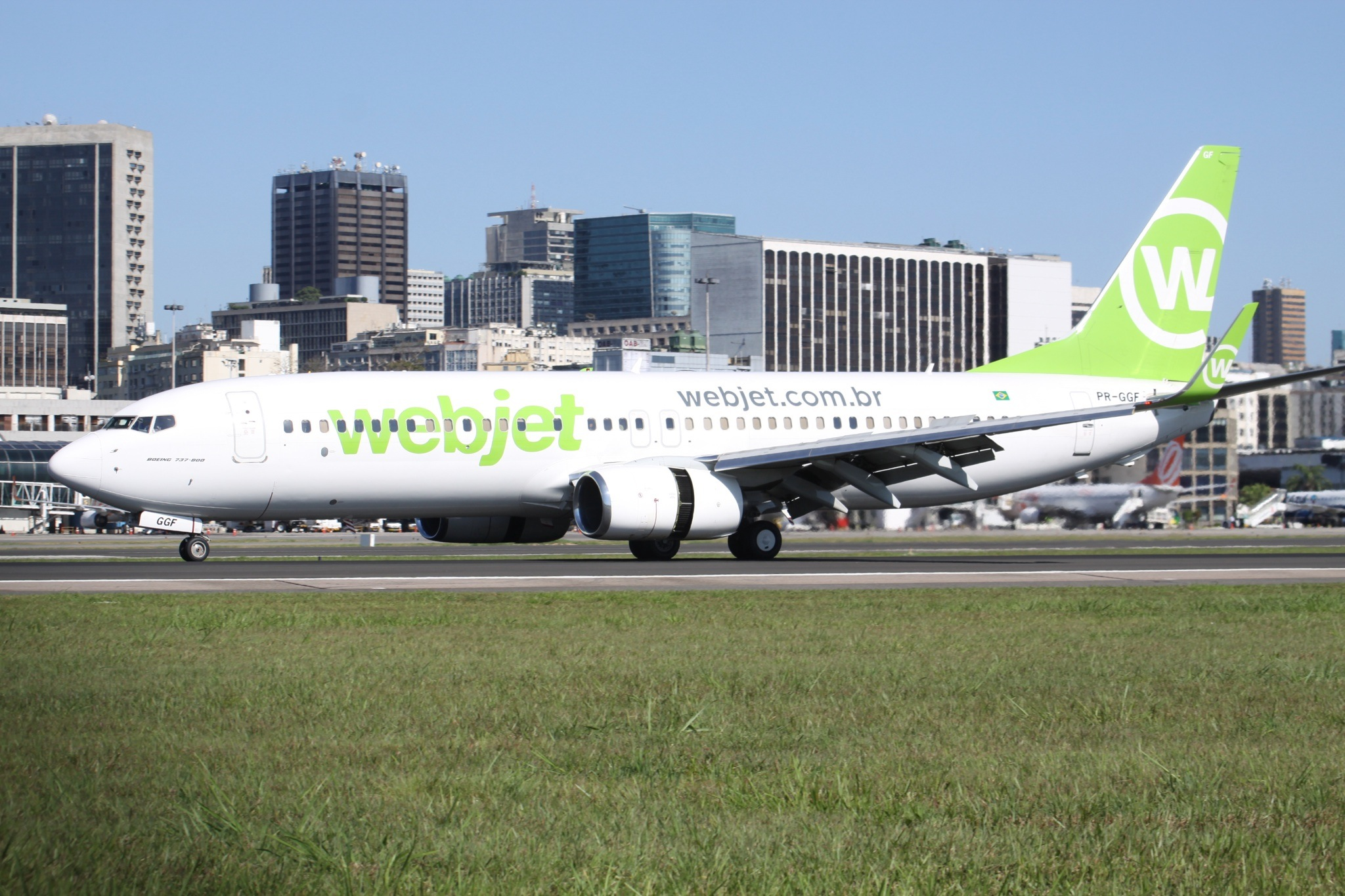
Un Boeing 737-800 di Webjet Linhas Aereas.

Al novembre 2012 la flotta WebJet Linhas Aéreas risultava composta dai seguenti aerei: